# Forpoh District
Forpoh District är ett distrikt i Liberia.   Det ligger i regionen Grand Kru County, i den sydöstra delen av landet, 300 km öster om huvudstaden Monrovia.